# Étoile Cay
Étoile Cay (Lampériaire) – mała, okrągła, bezludna skała koralowa należąca do archipelagu Amirantów, leży 29 km na północny wschód od Boudeuse Cay i około 300 km na południowy zachód od Mahé. Wyspa bezdrzewna, roślinność to głównie trawa i niskie krzewy otoczone stromą piaszczystą plażą. Wyspa łatwo dostępna w spokojnych warunkach.
Wyspa jest jednym z trzech znanych na Seszelach miejsc lęgowych rybitwy różowej Sterna dougallii (100–200 par), rybitwy czarnogrzbietej Sterna fuscata (ok. 5000 par) i rybitwy brunatnej Anous stolidus (800–1200 par). Wszystkie trzy gatunki rozmnażają się w gęstych koloniach podczas południowo-wschodniego monsunu.
Spotyka się tu także składające jaja żółwie zielone Chelonia mydas i szylkretowe Eretmochelys imbricata.